# Сухарев, Дмитрий Владимирович
Дмитрий Владимирович Сухарев (25 декабря 1960, Чкаловск, Таджикская ССР, СССР) — советский и российский баскетболист. Рост — 210 см. Центровой. Мастер спорта СССР международного класса.

## Биография
Выступал за «Университет» Ташкент (1978—1982, 1984—1985), ЦСКА Москва (1982—1984), БК «Динамо» Москва (1985—1991, 1995—1996). В 1991—1995 играл в Австрии, Швейцарии. 
Принимал участие в составе сборных СССР, СНГ и России в чемпионате мира-1990, Олимпийских играх-1992 и чемпионате Европы-1993.
По завершении карьеры игрока — тренер БК «Динамо» Москва. Окончил ГЦОЛИФК.
В настоящее время живёт в Красногорске. Работал инструктором по ФК в бассейне Красногорского спортивно-оздоровительного центра. 

## Достижения
- Серебряный призёр чемпионата мира: 1990.
- Серебряный призёр чемпионата Европы: 1993.
- Бронзовый призёр Игр доброй воли: 1990.
- Чемпион СССР: 1983, 1984.
- Серебряный призёр чемпионата СССР: 1990.
- Серебряный призёр чемпионата России: 1996.